# Kaukasiska kriget
Kaukasiska kriget kallas Rysslands militära angrepp på Tjetjenien, Ingusjien, Dagestan och nordvästra Kaukasien 1817-1864. Många moderna konflikter i denna region bottnar i detta 1800-talskrig. Tre ryska tsarer utkämpade detta krig: Alexander I, Nikolaj I och Alexander II. Ledande ryska militära befälhavare var Aleksej Petrovitj Jermolov under åren 1816-1827, Michail Semjonovitj Vorontsov 1844-1853 och Aleksandr Barjatinskij 1853-1856. Författarna Michail Lermontov och Lev Tolstoj deltog i striderna och poeten Aleksandr Pusjkin skrev om det i dikten Fången i Kaukasus (1821).
Den ryska invasionen möttes av frenetiskt motstånd. Den första perioden i kriget, som slutade samtidigt med Alexander I:s död och med Dekabristrevolten 1825, uppnådde förvånansvärt få framgångar mot "en handfull vildar" jämfört med den då färska segern över Napoleon. Under 1825-1830 pågick endast begränsad aktivitet eftersom Ryssland samtidigt utkämpade krig mot Osmanska riket och Persien. Efter ansenliga framgångar i båda dessa krig återupptog Ryssland sin kampanj i Kaukasien och möttes åter av motstånd, lett av Ghazi Mollah, Gamzat-bek och Hadzji Murat. De följdes av imamen Sjamil som ledde bergsmännen från 1834 tills han tillfångatogs av Dmitrij Miljutin 1859.
En andra paus i kriget kom i och med ett vapenstillestånd med Sjamil i mars 1855 när Ryssland var upptaget av Krimkriget. Vapenvilan var dock kortvarig och stridigheterna återupptogs samma år. Kriget slutade med att Ryssland erövrade norra Kaukasien och Sjamil svor trohet till tsaren och flyttade till centrala Ryssland. Slutet på kriget deklarerades den 2 juni (21 maj g.s.) 1864 genom ett dekret från tsaren. En av följderna av kriget var Muhajir, en exodus av en stor del av den muslimska ursprungsbefolkningen till det Osmanska riket under den sista delen av 1800-talet.